# William Thomas Collings
William Thomas Collings (Guernsey, 4 settembre 1823 – Sark, 7 marzo 1882) è stato il diciannovesimo signore di Sark dal 1853 fino alla sua morte.

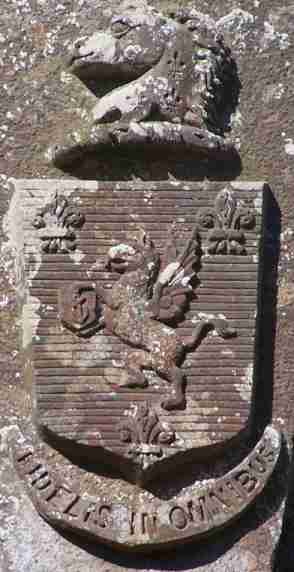
Arma dei Collings, signori di Sark

Ricevette l'isola e il titolo in eredità dalla madre, Marie Collings nel 1853, ma aveva iniziato ad occuparsene già dal 1852, anno nel quale la madre l'aveva ricevuta in pagamento del debito contratto da un precedente signore di Sark, Ernest le Pelley con il proprio padre. Giunto su Sark, trovò un'isola prevalentemente povera e trascurata. Nel tentativo di sviluppare la miniera, infatti, i precedenti signori non avevano permesso alla popolazione di coltivare i campi che si trovavano in uno stato di abbandono e la stessa Seigneurie, il palazzo sede del signore e della sua famiglia, era trascurata e cadente.
Nei primi anni i suoi sforzi furono tutti rivolti allo sviluppo dell'agricoltura e del turismo: gli abitanti delle isole vicine cominciarono infatti a visitare l'isola nei periodi di vacanza attirati dall'ambiente elegante ma allo stesso tempo semplice dell'isola e soprattutto dagli splendidi giardini della Seigneurie.
In linea con la sua vocazione sacerdotale, ampliò il cimitero e cerò di debellare il vizio sull'isola costruendo una prigione. Donò un edificio allo scopi trasformarlo in una scuola anglicana, inimicandosi così i numerosi metodisti presenti sull'isola.
La regina Vittoria, durante un suo viaggio nelle Isole del Canale diede ordine alla nave di avvicinarsi a Sark in modo che gli abitanti potessero vederla. Migliorò anche l'efficienza della milizia dell'isola.
Il 28 novembre 1872, durante un trasferimento da Sark all'isola di Guernesy, la nave con a bordo William Thomas urtò uno scoglio ed affondò, egli riuscì a salvarsi ma l'atto originale del 1565 con cui la regina Elisabetta I concedeva il feudo si Sark ad Hellier de Carteret andò perso.
Sposò la cugina, Louisa Elizabeth Lukis (1828-1887), figlia del naturalista, collezionista ed antiquario Frederick Corbin Lukis e della di lui cugina Elizabeth Collings. Nonostante la visione sull'educazione femminile in epoca vittoriana, Louisa ereditò dal padre la passione per la natura, divenendo una prominente studiosa di lichenologia, classificando le 150 specie di licheni presenti sull'isola e costituendo una collezione di oltre 1'300 specie.
Alla sua morte, avvenuta nel 1882, il titolo passò al figlio William Frederick Collings.